# Monarquía electiva

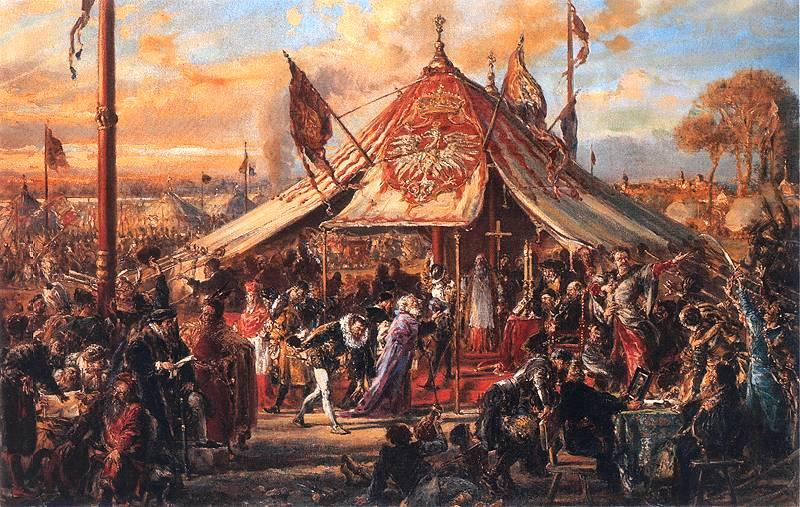
Elección polaca de 1573 por Jan Matejko

La monarquía electiva es una forma de gobierno en la cual el monarca es elegido por votación a través de algún mecanismo de naturaleza variable. A diferencia de la democracia, los electores y los candidatos pertenecen a algún cuerpo restringido, por el cargo ocupado, la pertenencia a un estamento (nacimiento), o algún tipo de condición personal o social. En la actualidad Samoa, la Soberana Orden de Malta, la Ciudad del Vaticano, los Emiratos Árabes Unidos, Camboya y Malasia son las únicas monarquías electivas reinantes vigentes.

## Históricas

### Antigua Grecia
A lo largo de la historia ciertos pueblos han elegido esta como una forma de gobierno como una modificación entre la monarquía, la república y el despotismo.

### Antigua Roma
La monarquía romana fue en principio electiva. A partir del quinto rey, la elección de los últimos se hizo siempre entre miembros de la misma familia, aunque no por descendencia directa de primogénito varón, que es lo que suele entenderse como monarquía hereditaria.

### Imperio Azteca
El Imperio Azteca fue una monarquía electiva, siendo única en el continente americano. Ésta compartía varias características con las polis griegas, como el hecho de que el pueblo virtualmente elegía al emperador; a pesar de la enorme distancia y los periodos históricos que los dividieron. La elección se dividía en 3 etapas: la primera era cuando los macehuales (campesinos), comerciantes y artesanos de un calpulli (barrio de Tenochtitlan) elegían a su representante; en la segunda etapa, los representantes de cada calpulli se reunían en el Gran Consejo, donde se escogían a los 4 Grandes Señores; en la tercera y última etapa los Grandes Señores discutían durante bastante tiempo quien debería ser elegido Gran Tlatoani (parecido al Cónclave), según fueran -principalmente- sus logros militares y sus conocimientos. Al final, el Gran Tlatoani era considerado como una deidad.

### Costa Rica
El mánkeme o cacique del Reino de Nicoya, que a su vez tenía varios cacicazgos vasallos, era electo por el monéxico, tipo de parlamento tribal o consejo de ancianos conformado por los huehues o galpones.

### España
La monarquía visigoda, que siguió una trayectoria idéntica, no tuvo ocasión de asentar el principio de monarquía hereditaria, y en los primeros siglos de la Reconquista, los reinos cristianos que se crearon en las montañas septentrionales de la península ibérica fueron construyendo sus propias instituciones, algunos más cercanos a las feudales que se estaban desarrollando en Francia, mientras que el reino de Asturias construyó con el tiempo una pretendida legitimidad visigoda. Los primeros reyes de Asturias fueron electivos, pero ya para comienzos del siglo XI la institución se había asentado como hereditaria: fue posible incluso el troceamiento y reparto de reinos como herencia entre los hijos de Sancho III el Mayor, que había unificado casi todos los territorios cristianos peninsulares (la adecuación o no del hecho al derecho navarro tradicional es cuestionada por los historiadores, pero efectivamente se produjo en la práctica). Más adelante fueron posible incluso la sucesión femenina (no se aplicaba la ley sálica) o las regencias por minoría de edad.

### Haití
El Primer Imperio de Haití (1804-1806) fue electivo, o al menos su constitución (1805) preveía que la sucesión de Jean-Jacques Dessalines (el Emperador Jacques I), único y efímero emperador, sería electiva, aunque el emperador tenía la potestad de designar candidato a la sucesión.

### Hungría
El concepto de la monarquía electiva existió en el subconsciente de la nación húngara desde tiempos antiguos, traída desde Asia junto con sus otras costumbres seminómadas. Los monarcas eran electos por sus nobles en una ceremonia donde se le alzaba en un escudo reconociendo su superioridad. Sin embargo, durante la Edad Media el verdadero basamento legal y tradicional que definió la elección y coronación del rey fue la herencia consanguínea, transmitida de padre a hijo, tío a sobrino, hermano a hermano, siempre preponderando el de mayor edad. Tras la muerte del rey Luis I de Hungría en 1382, quien según su voluntad le sucedió fue su hija María I de Hungría, quien había sido tomada como esposa por Segismundo de Luxemburgo. Finalmente tras la muerte de la reina, Segismundo fue aceptado definitivamente como rey húngaro, pero bajo ciertas condiciones y electo por la nobleza en nombre de la Santa Corona Húngara. Posteriormente, a mediados del siglo XV, en 1458, nuevamente ante el trono vacante, la nobleza húngara escogió al rey Matías Corvino de Hungría, hijo del fallecido regente y más importante comandante militar del reino. El tío de Matías, Miguel Szilágyi, contando con enormes ejércitos y grandes propiedades, forzó a la nobleza húngara a que escogiesen a su joven sobrino, siendo así el primer rey húngaro que procedía de la alta nobleza y no de una Casa Real, dirigiéndose a él como "Matías, el rey que nunca fue príncipe".

### Polonia
En Polonia, tras la muerte del último Piast en 1370, si bien el título fue heredado a su sobrino el rey Luis I de Hungría, el hijo de su hermana Isabel Łokietek, la nobleza polaca decidió que sus derechos serían reconocidos pero solo porque los reyes polacos eran elegidos inicialmente por un consejo. Gradualmente la situación evolucionó y este privilegio fue garantizado a todos los miembros de la szlachta (nobleza polaca). Durante el periodo del Confederación polaco-lituana (1569-1795) los reyes eran elegidos por reuniones multitudinarias de nobles en un campo de Wola, en las cercanías de Varsovia. Ya que todo hijo de un noble polaco (no sólo el mayor) es noble a su vez, se estimaba que hasta 500,000 nobles podían teóricamente participar personalmente en las elecciones, lo que se convertía en el cuerpo electoral más amplio de la Europa de la época. Durante el tiempo de la elección, la función del rey se ejercía por un interrex (normalmente encarnado por el primado de Polonia). Este procedimiento se denominaba la wolna elekcja (libre elección).

### Reinos francos y Sacro Imperio Romano
La monarquía merovingia fue la que más eficazmente completó el proceso, aunque la discusión de su derecho pudo ser emprendida eficazmente por Carlos Martel, un alto dignatario de la corte que gobernaba en la práctica y que sostuvo, con apoyo del Papa, su mejor derecho al trono mediante la legitimidad de ejercicio, probada en la defensa del reino franco con su triunfo frente a los musulmanes en la batalla de Poitiers. Los carolingios consiguieron hilar una dinastía en el siglo IX, pero el Sacro Imperio permaneció como una institución electiva, en que se fueron sucediendo diversas dinastías a lo largo de la Edad Media y la Edad Moderna (Otónidas, Hohenstaufen, Habsburgo), sin que fuera descartable la irrupción de la candidatura un candidato externo (Alfonso X el Sabio, Francisco I de Francia, que no obstante no consiguieron la elección). En Francia, los capetos consiguieron mantener la sucesión masculina ininterrumpida hasta la crisis que suscitó la Guerra de los Cien Años, en un momento en que los pretendientes a la corona no invocaban un mejor derecho por carisma o dotes personales, sino un mejor derecho dinástico.

### Reinos germánicos
Los pueblos germánicos en el momento de invadir el Imperio Romano (siglo III al siglo V) disponían de una institución equivalente a la monarquía temporal electiva para tiempos de guerra, elegida por la asamblea de guerreros. Con el tiempo la institución se convirtió en una monarquía vitalicia. Siguió siendo electiva, aunque la esencia de la elección se fue desvirtuando por la práctica de la asociación al trono. Esta consistía en que el rey asociaba al reinado a una persona -normalmente, pero no necesariamente el hijo mayor- en sus últimos años, de un modo similar a lo que habían hecho los emperadores romanos. Incluso, para garantizar la elección del candidato deseado convocaba en vida a la asamblea -para entonces no compuesta por todos los hombres libres, sino solo por los potentados más importantes, equiparados a la nobilitas (nobleza) romana del Bajo Imperio, con la que ya se habían fusionado mediante enlaces matrimoniales las familias germanas más importantes-. La transición a una monarquía hereditaria se hizo así de forma insensible. Lo siguiente fue la aplicación a la sucesión monárquica de las leyes o tradiciones de las tribus germánicas en cuestiones de herencia, especialmente las de los francos salios, que se dio en llamar ley sálica (que impedía la herencia a las mujeres). Tal cosa no tenía sentido en el origen, en que había que optar entre guerreros destacados por su valor probado en el combate.

### Tíbet
El monarca del Tíbet entre 1391 y 1951, el dalái lama, es considerado la encarnación del Boddhisatva Avalokitesvara, por lo tanto su selección se da cuando altos jerarcas de la Escuela Gelug, la mayor de las escuelas budistas tibetanas, designa a un infante como la reencarnación del previo dalái lama tras la muerte del anterior. Esto fue un sistema de monarquía teocrática y electiva que funcionó hasta la salida del dalái lama tras la anexión china del territorio. Desde entonces el dalái lama operó como monarca constitucional en el gobierno tibetano en el exilio, hasta que en 2011 renunció a todo cargo político limitándose a ser la cabeza de la escuela Gelug y jerarca protocolario del budismo tibetano.

### Transilvania
Luego de que el reino húngaro sufriese la derrota en la Batalla de Mohács en 1526 ante los ejércitos turcos del sultán Solimán el Magnífico, el Estado quedó "húerfano", pues el rey Luis II de Hungría murió en la contienda. De inmediato Fernando I de Habsburgo reclamó el trono para sí mismo, al mismo tiempo que el conde Juan Szapolyai, siendo finalmente los dos coronados legítimamente. Esto condujo a la separación del reino húngaro en tres partes, una occidental bajo el control del imperio germánico, una central bajo el dominio turco y una oriental bajo el control de la nobleza húngara en la forma del Gran Principado de Transilvania. De esta manera, comenzando con Esteban Báthory en 1571 y terminando con Francisco Rákóczi II en 1711, en esta región del antiguo reino húngaro la nobleza húngara practicó la monarquía electiva durante todas estas décadas, manteniendo una situación cordial de semi-vasallaje con el Imperio Otomano, y teniendo como objetivo el recuperar la región húngara bajo el control de los emperadores germánicos. Esta situación temirnó con el emperador Leopoldo I de Habsburgo, rey de Hungría, quien disolvió el título de Príncipe de Transilvania, expulsó a los turcos y reunificó las tres partes del reino.

## Actuales

### Afganistán
El régimen talibán tomó el poder en Afganistán entre 1996 y 2001 y luego lo retomó en 2021 tras la salida de las fuerzas militares occidentales. El régimen Talibán por su naturaleza religiosa fundamentalista estableció un sistema teocrático bajo el gobierno de un Jeque electo por un consejo islámico como parte del Emirato Islámico de Afganistán.

### Andorra
Los Copríncipes de Andorra son los jefes de Estado de Andorra y estos son el Obispo de Urgel y el Presidente de Francia, ambos electos por fuerzas externas a los andorranos.

### Camboya
El Consejo Real del Trono de Camboya o simplemente Consejo Real del Trono (en jemer: ក្រុមប្រឹក្សារាជបល្ល័ង្ក) es un organismo constitucional del Reino de Camboya de nueve miembros cuyo propósito es elegir al nuevo Rey de Camboya una vez que el anterior ha fallecido o abdicado. Camboya es una monarquía electiva en la que el jefe de Estado es designado por el Consejo de entre los miembros de las dos casas reales de Camboya (la Casa de Sisowath y la Casa de Norodom). Está compuesto por los siete miembros en la línea de sucesión a la Jefatura del Gobierno Real de Camboya (el primer ministro; los Presidentes de la Asamblea Nacional y el Senado; los Vicepresidentes de la Asamblea Nacional y el Senado; y los Segundos Vicepresidentes de la Asamblea Nacional y el Senado) por los dos jefes de las Órdenes monásticas de Maha Nikaya y Dhammayut. El voto de los miembros del Consejo es secreto.

### Ciudad del Vaticano
El Estado de la Ciudad del Vaticano mantiene ese sistema, mediante la elección del Papa en Cónclave, es decir: la reunión de los cardenales, que tienen el papel de príncipes electores. En un primer momento el Papa, como obispo de Roma, era elegido por el pueblo de Roma. Posteriormente se restringió el colegio electoral a los párrocos de las iglesias romanas (como ocurrió con los demás obispos de cada ciudad). Los cardenales, elegidos a su vez por el Papa, siguen siendo titulares de una parroquia en Roma.

### Malasia
El Yang di-Pertuan Agong, a veces traducido como "rey de Malasia" en fuentes occidentales, es electo cada cinco años entre los nueve monarcas locales malayos y ejerce funciones decorativas como jefe de Estado. Aunque formalmente es una monarquía electiva, de facto existe un turno rotatorio entre los nueve estados principescos, establecido al lograr a independencia en 1957, que siempre ha sido respetado en el momento de la elección; de este modo, al comienzo de cada mandato es elegido como jefe del estado malayo el monarca que en ese momento gobierne en el estado al que por turno corresponda. En 1994 al completarse el primer ciclo una vez que habían desempeñado sucesivamente el cargo los monarcas de cada uno de los estados, comenzó un segundo ciclo manteniendo el mismo orden de turno.

### Samoa
Samoa forma una Monarquía parlamentaria independiente. La constitución de 1960, que tomó formalmente efecto después de la independencia del país, se basa en la Democracia parlamentaria del Reino Unido, modificada para tener en cuenta los hábitos de Samoa. Los dos grandes jefes samoanos desde la independencia se vienen designando conjuntamente desde el cargo de jefe de Estado. El anterior jefe de Estado, Malietoa Tanumafili II, que falleció el 12 de mayo de 2007 a la edad de 94 años, ocupó este cargo desde la muerte del segundo gran jefe en 1963. Su sucesor Tuiatua Tupua Tamasese Efi fue designado por la legislatura por un mandato de 5 años (siendo reelegido en 2012) se ha mantenido el título O le Ao o le Malo y el tratamiento de "Alteza", pero al limitar los mandatos de la Jefatura del Estado a cinco años (reelegibles), Samoa se ha convertido así de facto en una República. Actualmente el cargo lo ocupa Vaaletoa Sualauvi II.

## Cacicazgos
- El cacique de los indígenas ngäbe cuyos territorios se dividen entre las dos repúblicas centroamericanas de Costa Rica y Panamá, es electo de forma vitalicia por un consejo de ancianos.[5] El actual cacique es el costarricense Pedro Palacios Romero.[6]
- La Monarquía maorí de Nueva Zelanda es electa por el voto de los jefes tribales maoríes.[7] El actual monarca es Tūheitia Paki electo en 2006.